# آرتور رمیناک
آرتور رمیناک (اوکراینی: Артур Володимирович Ременяк؛ زادهٔ ۹ اوت ۲۰۰۰) بازیکن فوتبال اهل اوکراین است.
وی همچنین در تیم‌های ملی فوتبال Ukraine national under-17 football team و زیر ۲۱ سال اوکراین بازی کرده‌است.